# RoboCop (personaje)
Alex James Murphy más conocido como RoboCop es un personaje ficticio de la serie de películas RoboCop. Era un oficial del Departamento de Policía de Detroit mejorado cibernéticamente, es el protagonista principal de la serie de películas del mismo nombre. Murphy muere en el cumplimiento del deber; posteriormente, Murphy es resucitado y se transforma en la entidad cyborg llamado Robocop por la megacorporación, Omni Consumer Products (OCP). Los creadores Edward Neumeier y Michael Miner en su guion original se refieren a él como Robo.

## Concepto y creación
El guion y la idea de Edward Neumeier fueron rechazados por muchos estudios y el nombre se consideró "inadecuado". El personaje se inspiró en fuentes como Iron Man y Judge Dredd.

## Recepción
El personaje ha tenido una recepción generalmente positiva por parte de la crítica.